# Gölyazı, Cihanbeyli
Gölyazı là một thị trấn thuộc huyện Cihanbeyli, tỉnh Konya, Thổ Nhĩ Kỳ. Dân số thời điểm năm 2011 là 3.703 người.